# 八坂神社 (日田市)
八坂神社（やさかじんじゃ）は、大分県日田市に鎮座する神社。同市には隈と北豆田に2社存在する。

## 八坂神社（隈）
豆田町に鎮座する八阪神社と竹田地区にある竹田若八幡宮（若宮神社）との3社で国の重要無形民俗文化財である日田祇園の曳山行事を行っている。なお、豆田町の八阪神社と区別するために隈八坂神社と呼ばれる場合もある。八坂の「坂」の表記は「阪」も使用し、本殿裏の鳥居の額に記されている。

### 祭神
素盞之男命他1柱を祀る。

### 由緒
もともとは日隈城の鎮守として日隈山にあった社が、廃城に伴って田島村に移され、さらに宝永3年（1706年）に現在地に遷座したとされる。現在の社殿は昭和12年（1937年）に建立されたものである。
明治6年（1873年）に村社に列した。

### 祭祀
例祭は6月15日。7月20日過ぎの土、日曜日には豆田八阪、若宮両神社と合同の日田祇園会（国の重要無形民俗文化財）を行う。山鉾の奉納は寛文5年（1665年）に始められたもので、現在の曳山行事は、竹田若宮神社との間を巡行している。

### 境内
境内にある神木の「叢雲の松」（むらくものまつ）は、宝永元年（1704年）に献植されたとも、翌2年に京都から移植されたとも伝えられる。樹齢300年を超え、高さ約5メートルながら、左右に全長約35メートルにわたって延びて社殿を取り巻いており、その様から「叢雲の松」の名が付けられている。昭和47年（1972年）6月12日に日田市指定天然記念物、同49年3月15日に大分県特別保護樹木に指定されている。

叢雲の松

## 八坂神社（北豆田）

### 祭神
素盞嗚命を祀る。

### 由緒
不明。
明治6年（1873年）に村社に列した。

### 祭祀
例祭は6月15日。